# 아오에정
아오에정 (아오에마치)(青江町)은 오이타현 기타아마베군에 있던 정이다. 현재의 쓰쿠미시 가미아오에, 시모아오에에 해당한다. 